# Hell on Earth (álbum de Toxic Holocaust)
Hell on Earth es el segundo álbum de la banda de un solo hombre, Toxic Holocaust.

## Lista de canciones
| N.º | Título                    | Duración |  |
| 1.  | «Intro»                   | 1:26     |  |
| 2.  | «Metallic Crucifixion»    | 1:48     |  |
| 3.  | «Arise from the Cemetery» | 3:01     |  |
| 4.  | «Send Them to Hell»       | 3:07     |  |
| 5.  | «Thrashing Death»         | 2:38     |  |
| 6.  | «Burn»                    | 3:06     |  |
| 7.  | «Death Camp»              | 3:04     |  |
| 8.  | «Never Stop the Massacre» | 1:25     |  |
| 9.  | «Time to Die»             | 1:38     |  |
| 10. | «Ready to Fight»          | 3:52     |  |
| 11. | «Hell on Earth»           | 2:31     |  |

## Integrantes
Toxic Holocaust
- Joel Grind - Vocales, guitarra, bajo, batería

Músico Invitado
- Bobby Steele - Guitarra líder en la canción «Hell on Earth»

Producción
- Ed Repka - Trabajo de Arte